# المعمورة (القائم)
المعمورة، هي بلدة عراقية تقع في قضاء القائم.